# Code.org
Code.org 是一个非盈利性组织由Hadi Partovi兄弟 创建的与该组织同名的网站，其宗旨在于支持美国的学生学习计算机科学。 该网站为教育机构，以促进和提高其学校的计算机科学课程的目的，免费提供编程经验。 于2013年12月9日至2013年12月15日，他们成功举行一个全国性的"编程一小时2013"宣传周活动, 来促进该国的计算机科学。

## 历史
Code.org® 成立于 2013 年，是一家致力于普及计算机科学，并且鼓励更多女性和各肤色弱势学生群体受益于计算机科学教育的非营利性组织。Code.org 期望每一名学生都有机会接触并学习计算机科学。Code.org 认为计算科学应与生物、化学和代数等学科一样成为重点课程。

## 编程一小时
自2013年12月9日到15日举行为期一周的计算机科学教育周，Code.org在他的网站向教师和学生开展了“编程一小时”活动，指导他们完成简短的编程。编程一小时让参与者使用Blockly来编写代码，一种预先定义好的代码片段又有趣的虚拟计算机编程语言，就像是Logo语言。该倡议提前两个月通告，并预期举行，倡议得到来自美国总统贝拉克·奥巴马，以及高科技公司的高层，如微软和苹果公司的支持。大约 20 万人参加，并编写了超过 600 万行的代码。2015年11月17日，微软公司为了在全球范围内深入推广计算机科学，携手 Code.org 共同发布了针对学生和教育工作者的《我的世界(Minecraft)》编程教程，以响应将于12月7日－13日“计算机科学教育周”期间举办的“第三届编程一小时”活动。《我的世界》是一款无论男孩还是女孩都会为之着迷的游戏，Code.org 首席执行官兼联合创始人哈迪▪帕托维（Hadi Partovi）说道:“为了让每一位学生都能有机会接触并掌握计算机科学，微软一直以来都是 Code.org 最主要的资助者，且始终大力支持我们在全球范围内所开展的推广活动。今年，《我的世界》教程将会让全球数以百万的青少年了解他们所喜爱的这款游戏是如何运行的，并以此激励他们创造自己的技术或应用来影响世界。”同年，苹果为庆祝计算机科学教育周，在全球多家的零售举办了"编程一小时"活动，为参与者提供关于计算机编程基础的一小时免费讲座。此外，还在全球多家零售店邀请科技公司名人举办了精选活动。

## 课程进展
因为大多数美国的学校都没有开设计算机科学，该组织的首要工作是在美国的学校增设计算机编程课程，这样将使计算机编程成为课堂的一门课程。在这之后，为了方便学校一旦推行了计算机科学课程，下一步将学校建立免费的在线教学和学习材料。Code.org于2014年在美国的三个公立学区展开计算机课程，覆盖大约全美公立学校的5%学生（约两万名学生），而到了2015年，Code.org为约15,000名老师提供了计算机科技的培训，有望覆盖60万名以前无法学习计算机编程的新生，包括了较大比例的女性和少数族裔的学生。
目前已有超过70所学校与Code.org合作为学生提供计算机科学课程。这些区域接受有关如何将计算机专业知识融入到目前已有的课程当中的专业培训和指导，这些合作伙伴给老师提供的资源涵盖了小学、中学、高中三个阶段，覆盖几百万的学生。截至2015年，有600万学生通过Code.org学习计算机科学的课程。Code.Org与College Board合作，旨在促进35个主要学区的高中提供计算机科学教育。由College Board提供的计算机科学课堂和经费面向承诺使用PSAT标准测试的学校，这帮助学生们明确了自己从事计算机科学工作的方向。 Code.org至少为计算机科学学科培训了15,000教师。Code Studio是Code.org主要的在线教育平台，根据TechCrunch的描述，“通过操作程序模块以特定的顺序组合在一起，来移动一个字符或在预定的环境绘画一个形状的编程概念”。

## 立法工作
在一些主要州份的议员试图游说通过立法，将计算机科学注册为一门科学课程，而不是一门计算机语言课程，以确保计算机编程进入课堂。 Code.org还特别关注女性和少数族裔的学生，因为该组织认为这些学生很可能没有进入高中或大学，他们是可能没有受到计算机科学教育的高危人群。

## 目标
引述自其网站，Code.org的目标如下:
- 将计算机科学带到全美的K-12学校课堂，特别是偏远的社区。
- 在公立学校展示运用其在线课程。
- 改变全美50个州的政策为计算机科学进行分类，作为数学/理科核心课程的一部分。
- 利用高科技社群的集体力量来促进全球的计算机科学教育的成长。
- 提高妇女和有色人种学生在计算机科学领域的表现。

## 反应
Mike Cassidy 在圣何塞信使新闻报赞扬Code.org和编程一小时写道：“他们宣传的正是我们的需要。” PC Magazine的John Dvorak曾在其文章中评论编程一小时的活动。Dvorak写道：“我认为这是一个想让学校购买更多电脑的阴谋。”